# Eogan II di Strathclyde
Owen II (noto anche come Eugenio, Eógan, Eòghann, Owain, o Eugenio il Calvo; fl. XI secolo) regnò sul regno di Strathclyde nel corso dell'XI secolo.
Probabilmente figlio di Dyfnwal III, morto in pellegrinaggio a Roma nel 975, successe a suo fratello Máel Coluim I nel 997. Secondo Simeone di Durham partecipò alla battaglia di Brunhanbur al fianco di Costantino II di Scozia contro Atelstano d'Inghilterra nel 937. Avrebbe partecipato alla battaglia di Carham nel 1018, ma non si sa se vi morì, anche se gli annali gallesi ricordano che "Eugein figlio di Dumnagual" morì a 82 anni prima del 1097. La supposta morte di Owen a Carham nel 1018 viene spesso indicata come data per la fine del regno di Strathclyde. Tuttavia recenti studi spostano la data della fine di questo regno al tempo di re Davide I re di Scozia, che salì sul trono nel 1124. Il successivo regnante di Strathclyde (che è "re dei Cumbri"), è Máel Coluim II.